# Dictinio de Castillo
Dictinio de Castillo-Elejabeytia Fernández (Ferrol, 11 de mayo de 1906-Sandhausen, Alemania, 3 de octubre de 1987) fue un poeta y profesor español.

## Trayectoria
Licenciado en Derecho por la Universidad de Santiago de Compostela, se hizo oficial de Marina ingresando en el Cuerpo de Intendencia de la Armada. En 1936 fue detenido y estuvo preso por los republicanos en Cartagena, y posteriormente fue liberado. Por esta circunstancia fue juzgado después por los franquistas y condenado a pérdida de su empleo. Se licenció en Filosofía y Letras en la Universidad de Murcia, de la que fue profesor de Filología Gallego-portuguesa. Fue también profesor de filosofía en el Instituto de Cartagena y de inglés en el de Murcia. En 1953 marchó a la República Federal de Alemania y fue lector de español en la Universidad de Wurztburgo hasta 1983.
Poeta en español, en 1943 publicó Lirios de Compostela, que contiene muchos poemas en gallego. En 1955, Francisco Fernández del Riego publicó en su Escolma de poesía gallega siete poemas de Dictinio sacados de dos libros inéditos, O espello das brétemas y O leito de somas. Colaboró en revistas literarias como la ferrolana Aturuxo, Azarbe, Papeles de Son Armadans, Monteagudo, Revista de Occidente, y en los suplementos literarios de ABC y diversas revistas de Portugal, Bélgica, Marruecos y Estados Unidos. En 1950 fue elegido académico correspondiente de la Real Academia Gallega En 1953 representó a España en el Congreso Internacional de Poesía que se celebró en Venecia.

## Obras
- Nebulosas, 1934.
- La arena de Dafnis, 1943.
- La canción de los pendientes, 1945
- En la costa del sol, 1947.
- Argos: poema del mar y del alma, 1948.
- Lirios de Compostela, 1949
- Vuelo hacia dentro, 1987.
- O espello das bretemas e outros poemas, 1987.